# Мюлгау
Мюлгау (на немски: Mühlgau; на латински: comitatus Moilla; in pago Mulehkeuue in comitatu Eremfredi) е средновековно франкско Каролингско гауграфство на Франкската империя, от средата на 10 век в Херцогство Лотарингия в Свещената Римска империя.

## Местоположение
Намира се между Маас и Нирс. Мюлгау е повече от 50 km дълго и ок. 20 km широко. Най-голямата му част днес се намира в Германия, на територията на град Мьонхенгладбах и на днешните окръзи Хайнсберг, Нойс, Фирзен и на юг на окръг Клеве. Една малка част на запад, дясно от Маас, днес е в Нидерландия.

## История
Мюлгау е споменат за пръв път в документ през 837 г. при разделянето на империята от Лудвиг Благочестиви като comitatus Moilla. В договора от Вердюн е дадено през 843 г. в Среднофранкското кралство на Лотар I и в договора от Меерсен отива през 870 г. на Източнофранкското кралство.
През средата на 10 век принадлежи към Херцогство Долна Лотарингия. В един документ за смяна, подпечатен от Ото Велики, между лортарингския граф Имо и Мариен-абатството в Аахен, се нарича през 966 г. in pago Mulehkeuue in comitatu Eremfredi („в Мюлгау в графството на Еремфред“).

## Графове в Мюлгау
- Еренфрид II (942/966 доказан, † пр. 970), граф на Рейн в Цюлпихгау (942), в Бонгау (945), в Рургау или Келдахгау (950) и в Мюлгау (966) (от фамилията на Ецоните)